# Gouvernement Jørgensen V
 (août 2023).
Si vous disposez d'ouvrages ou d'articles de référence ou si vous connaissez des sites web de qualité traitant du thème abordé ici, merci de compléter l'article en donnant les références utiles à sa vérifiabilité et en les liant à la section « Notes et références ».
Royaume de Danemark
Jørgensen IV Schlüter I
Le cabinet Anker Jørgensen V est le gouvernement du royaume de Danemark en fonction du 30 décembre 1981 au 10 septembre 1982.

## Historique
Il est dirigé par le ministre d'État social-démocrate Anker Jørgensen et est formé à la suite des élections législatives de 1981, lors desquelles les Sociaux-démocrates remportent 33 % des suffrages.
Il succède au cabinet Anker Jørgensen IV et est suivi du cabinet Poul Schlüter I.

## Composition
| Fonction                                              | Titulaire          | Titulaire                            | Parti |
| ----------------------------------------------------- | ------------------ | ------------------------------------ | ----- |
| Premier ministre                                      |                    | Anker Jørgensen                      | SD    |
| Ministre des Affaires étrangères                      |                    | Kjeld Olesen                         | SD    |
| Ministre des Finances                                 |                    | Knud Heinesen                        | SD    |
| Ministre de l'Économie                                |                    | Ivar Nørgaard                        | SD    |
| Ministre de l'Industrie                               |                    | Erling Jensen                        | SD    |
| Ministre de l'Éducation                               |                    | Dorte Bennedsen                      | SD    |
| Ministre de la Culture et de la Coopération nordique  |                    | Lise Østergaard                      | SD    |
| Ministre de la Défense                                |                    | Poul Søgaard                         | SD    |
| Ministre du Travail                                   |                    | Svend Auken                          | SD    |
| Ministre du Logement                                  |                    | Erling Olsen                         | SD    |
| Ministre de la Pêche                                  |                    | Karl Hjortnæs                        | SD    |
| Ministre de l'Énergie                                 |                    | Poul Nielson                         | SD    |
| Ministre de la Justice                                |                    | Ole Espersen                         | SD    |
| Ministre de l'Agriculture                             |                    | Bjørn Westh                          | SD    |
| Ministre de l'Intérieur                               |                    | Henning Rasmussen                    | SD    |
| Ministre de l'Environnement                           |                    | Erik Holst                           | SD    |
| Ministre de la Fiscalité                              |                    | Mogens Lykketoft                     | SD    |
| Ministre du Groenland et des Affaires ecclésiastiques |                    | Tove Lindbo Larsen                   | SD    |
| Ministre des Affaires sociales                        |                    | Bent Hansen (jusqu'au 27 avril 1982) | SD    |
| Ministre des Affaires sociales                        | Bent Rold Andersen |                                      | SD    |
| Ministre des Travaux publics                          |                    | Jens Kristian Hansen                 | SD    |